# Черна (Тимиш)
Черна (рум. Cerna) насеље је у Румунији у округу Тимиш у општини Лиеблинг. Oпштина се налази на надморској висини од 107 m.

## Прошлост
По "Румунској енциклопедији" место се помиње 1373. године. У тирском тефтеру из 1554. године види се да ту има 20 кућа.
Аустријски царски ревизор Ерлер је 1774. године констатовао да место припада Брзавском округу, Чаковачког дистрикта. Становништво је било претежно влашко. Године 1797. ту су пописана два православна свештеника Труца. Били су то пароси, поп Алексија (рукоп. 1779) и поп Павел (1796) који су знали румунски језик.

## Становништво
Према подацима из 2002. године у насељу је живело 305 становника.

### Попис2002.
| Расподела становништва по националности 2002.‍ | Расподела становништва по националности 2002.‍ | Расподела становништва по националности 2002.‍ | Расподела становништва по националности 2002.‍ | Расподела становништва по националности 2002.‍ |
| --------------------------------------------- | --------------------------------------------- | --------------------------------------------- | --------------------------------------------- | --------------------------------------------- |
|                                               |                                               |                                               |                                               |                                               |
| Румуни                                        | Румуни                                        |                                               | 286                                           | 94,1%                                         |
| Роми                                          | Роми                                          |                                               | 18                                            | 5,9%                                          |